# Andris Vilks
Pour les articles homonymes, voir Vilks.
Andris Vilks, né le 15 juin 1963 à Jaunpiebalga (RSS de Lettonie, Union soviétique) et mort le 28 avril 2024, est un homme d'État letton, membre du parti politique Unité (V). Il est ministre des Finances entre 2010 et 2014.

## Biographie

### Formation
Andris Vilks est diplômé de géographie de l'université de Lettonie.

### Carrière politique
En 2008, Andris Vilks devient conseiller auprès du Premier ministre Ivars Godmanis. Reconduit en 2009 par Valdis Dombrovskis, il adhère en 2010 à l'Union civique (PS) et se fait élire député à la Saeima sur la liste de la coalition Unité.
Il est nommé ministre des Finances le 3 novembre suivant, poste qu'il conserve après les élections législatives anticipées de septembre 2011. Il est remplacé le 5 novembre 2014 par Jānis Reirs.